# Marie-Luise Lichtenthal

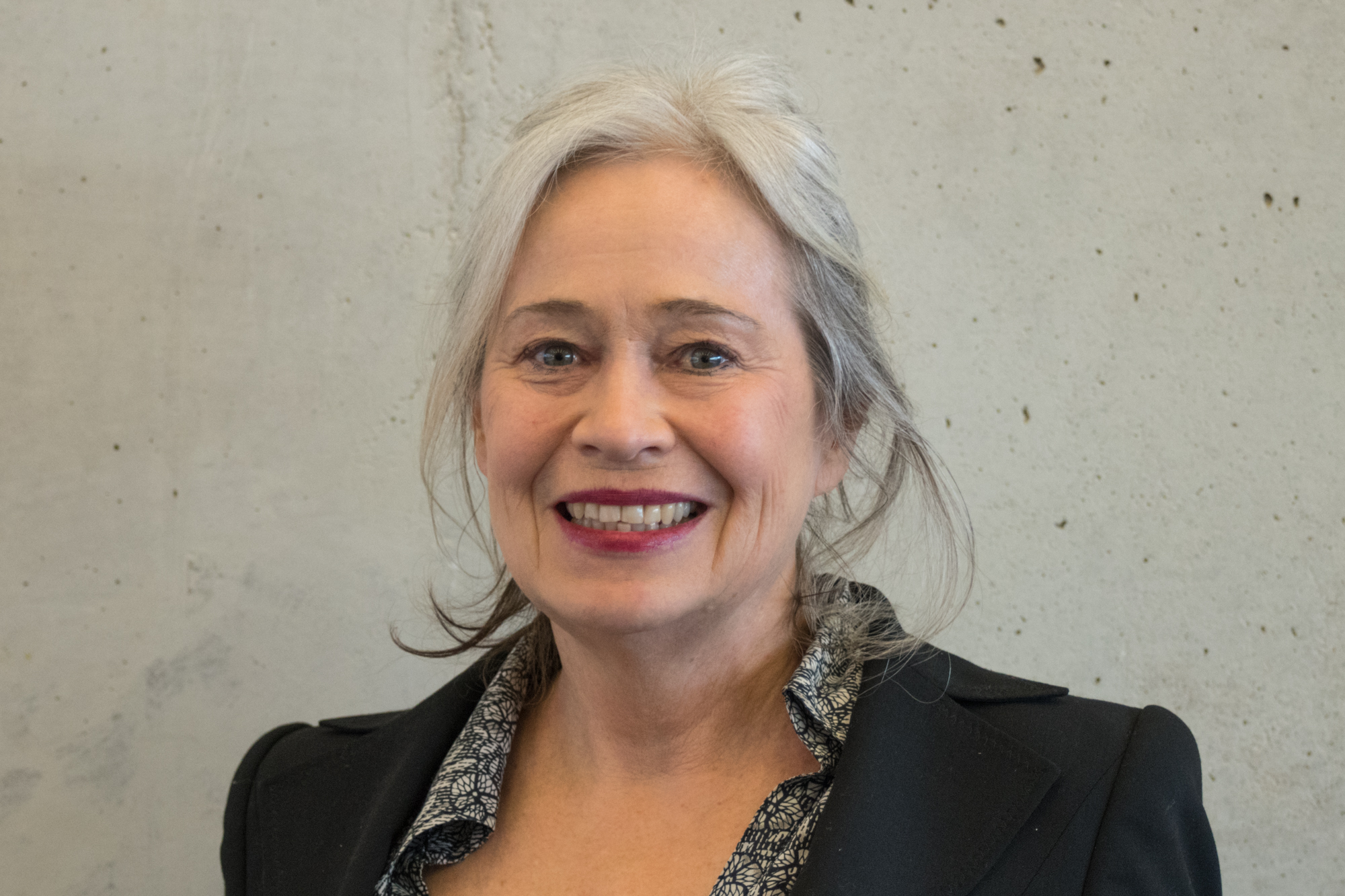
Marie-Luise Lichtenthal (2019)

Marie-Luise Lichtenthal (* 20. September 1959 in Seifhennersdorf in der Oberlausitz) ist eine deutsche Bühnenbildnerin und Kostümbildnerin.

## Leben
Nach Ausbildung zur Medizinisch-technischen Assistentin und Arbeit im Kreiskrankenhaus Zittau studierte Marie-Luise Lichtenthal von 1990 bis 1995 Kostümdesign an der Hochschule für Bildende Künste Dresden. Anschließend war sie von 1995 bis 2001 Bühnen- und Kostümbildnerin am Deutschen Nationaltheater Weimar. Seit 2001 ist Lichtenthal freie Ausstatterin für Tanztheater, Schauspiel, Puppentheater, Oper und Film. Sie arbeitete u. a. am Theater Dortmund, am Staatstheater Kassel, am Theaterhaus Jena, an der Neuköllner Oper Berlin, Filmproduktion „Ostlicht“ Weimar, am Theater der Jugend in Wien, am Vorarlberger Landestheater in Bregenz, Landestheater Coburg, an der Garage X in Wien, an der Staatsoper Hannover und am Staatsschauspiel Dresden. Zahlreiche Produktionen verbindet sie seit 2005 mit dem Projekttheater Vorarlberg und der Regisseurin Susanne Lietzow.  In der Kritikerumfrage der Zeitschrift Theater heute wurde sie zur Nachwuchskünstlerin des Jahres 2014 für ihr Kostümbild Klaus im Schrank am Staatsschauspiel Dresden nominiert.
Marie-Luise Lichtenthal lebt und arbeitet in Weimar sowie in Drosendorf (Niederösterreich). Sie ist Mutter eines Sohnes.

## Ausstattung (Bühne und Kostüm)
- 1996 Kuss im Rinnstein, Tanztheater unter der Choreographie von Ismael Ivo, Deutsches Nationaltheater Weimar
- 1996 Tosca, Tanztheater von Ismael Ivo, Deutsches Nationaltheater Weimar
- 1996 Mord in der Rue Lourcine von Eugène Labiche, Deutsches Nationaltheater Weimar
- 1996 Oh, wie schön ist Panama von Janosch, Deutsches Nationaltheater Weimar
- 1997 Die bitteren Tränen der Petra von Kant, Tanztheater nach Rainer Werner Fassbinder, Deutsches Nationaltheater Weimar
- 1997 Bach, Tanztheater unter der Choreographie von Ismael Ivo, Deutsches Nationaltheater Weimar
- 1997 Die Verwandlung, Schauspiel von Franz Kafka, Deutsches Nationaltheater Weimar
- 1998 Ariadne, Solo für eine Tänzerin und Streichquartett, Choreographie von Ismael Ivo, Deutsches Nationaltheater Weimar
- 1998 Das Leichenbegängnis der Großen Mama von Gabriel García Márquez, Deutsches Nationaltheater Weimar
- 1999 Mephisto, Tanztheater unter der Choreographie von Ismael Ivo, Deutsches Nationaltheater Weimar
- 1999 Warten auf Godot von Samuel Beckett, Deutsches Nationaltheater Weimar
- 2000 Nosferatu, Deutsches Nationaltheater Weimar
- 2000 Feuergesicht von Marius von Mayenburg, Deutsches Nationaltheater Weimar
- 2001 Jekyll und Hyde von Robert Woelfl, Kleine Bühne Naumburg
- 2001 Lysistrata von Aristophanes, Staatstheater Kassel Schauspielhaus
- 2001 Emmy Göring an der Seite ihres Mannes, Deutsches Nationaltheater Weimar
- 2001 Die unschuldige Erendira, UA, Theater Dortmund
- 2002 Die Zofen, Drama von Jean Genet, Kleine Bühne Naumburg
- 2002 Misery, Theater Dortmund Schauspielhaus
- 2002 Lambarene, Staatstheater Kassel Opernhaus
- 2002 Wieso nicht?, Staatstheater Kassel Schauspielhaus
- 2002 Madama Butterfly von Giacomo Puccini, Staatstheater Kassel Opernhaus
- 2003 Pasion–El Tango, Choreographie Anna Mondini, Staatstheater Kassel Schauspielhaus
- 2003 A.N.O.N.Y.M., Choreographie Anna Mondini, Staatstheater Kassel Opernhaus
- 2003 Die feuerrote Blume, Kleine Bühne Naumburg
- 2003 Der Arzt wider Willen, Kunstfest Weimar
- 2003 Wundervoll Gershwin, Choreographie Anna Mondini, Staatstheater Kassel Opernhaus
- 2004 Hallo und Adieu von Athol Fugard, Kleine Bühne Naumburg
- 2004 Feuergesicht von Marius von Mayenburg, Kleine Bühne Naumburg
- 2004 Fräulein Julie von August Strindberg, Kleine Bühne Naumburg
- 2005 Urfaust von Johann Wolfgang von Goethe, Figurentheater Naumburg
- 2005 Musik von Frank Wedekind, Projekttheater Vorarlberg
- 2006 How much, Schatzi? von Hans Carl Artmann, Projekttheater Vorarlberg
- 2007 Ronja Räubertochter, von Astrid Lindgren, Theater der Jugend, Wien
- 2007 Little Shop of Horrors, Max Reinhardt Seminar, Wien
- 2007 Spatz Fritz von Rudolf Herfurtner, Figurentheater Naumburg
- 2007 Killer Joe von Tracy Letts, Projekttheater Vorarlberg
- 2008 Schwarze Komödie von Peter Shaker, Vorarlberger Landestheater
- 2008 Mein junges idiotisches Herz von Anja Hilling, Vorarlberger Landestheater
- 2008 (WILDE)Mann mit traurigen Augen von Händl Klaus, Schauspielhaus Wien
- 2009 Hamlet von William Shakespeare, Vorarlberger Landestheater
- 2009 Die Bettleroper von John Gay, Projekttheater Vorarlberg
- 2011 Wir pfeifen auf den Gurkenkönig von Christine Nöstlinger, Theater der Jugend
- 2011 Vieux Carré von Tennessee Williams, Projekttheater Vorarlberg
- 2011 Die Probe (Der brave Simon Korach) von Lukas Bärfuss, Landestheater Coburg
- 2012 Geschichten aus dem Wiener Wald von Ödön von Horváth, Landestheater Coburg
- 2012 Der ferne Klang von Gert Jonke, UA, Garage X, Wien
- 2012 Viel Lärm um nichts von William Shakespeare, Landestheater Coburg
- 2012 Verteidigung der Missionarsstellung von Wolf Haas, UA, Schauspielhaus Graz
- 2013 Prinz Hamlet der Osterhase oder „Selawie“ oder Baby Wallenstein von Fritz von Herzmanovsky-Orlando, Schloss Damtschach
- 2013 Anna und Martha. Der dritte Sektor von Dea Loher, Projekttheater Vorarlberg
- 2013 Höllenangst von Johann Nestroy, Theater Phönix, Linz
- 2014 Der Sturm von William Shakespeare, Theater Phönix
- 2014 Corpus delicti von Juli Zeh, Staatsschauspiel Dresden
- 2015 Leonce und Lena von Georg Büchner, Theater Phönix, Linz
- 2015 Foxfinder von Dawn King, Projekttheater Vorarlberg, Johanniterkirche Feldkirch
- 2016 Zur schönen Aussicht von Ödön von Horvath, Staatsschauspiel Dresden
- 2017 Anatol von Arthur Schnitzler, Landestheater Linz

## Bühnenbilder
- 2006 Jekyll & Hyde von Robert Woelfl, Projekttheater Vorarlberg
- 2015 Ronja Räubertochter, von Astrid Lindgren, Theater der Jugend, Wien

## Kostüme
- 1997 Stella, Schauspiel von Johann Wolfgang von Goethe, Deutsches Nationaltheater Weimar
- 1998 Mr. Pilks Irrenhaus, Schauspiel von Ken Campbell, Deutsches Nationaltheater Weimar
- 1999 Babel, Tanztheater unter der Choreographie von Ismael Ivo, Deutsches Nationaltheater Weimar
- 2001 Kleine Engel von Marco Baliani, D.A.S Jugendtheater Weimar
- 2004 Germania Tod in Berlin von Heiner Müller, Theaterhaus Jena
- 2005 Carmen, Oper von Georges Bizet, Theater Nordhausen
- 2005 Die Rose von Stambul von Leo Fall, Neuköllner Oper Berlin
- 2009 Rossini Cards, Ballett, Choreographie von Mauro Bigonzetti, Staatsoper Hannover
- 2010 Der nackte Wahnsinn von Michael Frayn, Theatersommer Haag
- 2010 Projekt N. eine Nestroycollage, Theater Garage X, Wien
- 2011 Die Firma dankt von Lutz Hübner, UA, Staatsschauspiel Dresden
- 2012 Der Seidene Schuh von Paul Claudel, Schauspielhaus Wien (alle 4 Teile)
- 2013 Die Ratten von Gerhart Hauptmann, Staatsschauspiel Dresden
- 2013 Klaus im Schrank von Erich Kästner am Staatsschauspiel Dresden, UA, Inszenierung von Susanne Lietzow
- 2014 Das Gespenst von Canterville von Oscar Wilde, Staatsschauspiel Dresden
- 2014 Aller Tage Abend von Jenny Erpenbeck, UA, Schauspielhaus Wien
- 2015 Zu ebener Erde und erster Stock von Johann Nestroy, Volkstheater Wien
- 2016 Der Brandner Kaspar und das ewig' Leben von Kurt Wilhelm nach Franz von Kobell, Nationaltheater Mannheim
- 2018 Kasimir und Karoline von Ödön von Horváth, Landestheater Linz
- 2019 Maria Stuart von Friedrich Schiller, Landestheater Linz
- 2020 Gefährliche Liebschaften von Christopher Hampton und Choderlos de Laclos, Landestheater Linz
- 2021 Les Pêcheurs de perles – Die Perlenfischer von Georges Bizet, Saarländisches Staatstheater
- 2021 Die Nibelungen von Friedrich Hebbel, Landestheater Linz

## Auszeichnungen
- 2006 erhielt das Projekttheater Vorarlberg den Nestroy-Theaterpreis für die Beste Off-Produktion How much, Schatzi? von H.C. Artmann (Ausstattung: Marie-Luise Lichtenthal)
- 2014 erhielt das Theater Phönix den Nestroy-Theaterpreis für die Beste Bundesländer-Aufführung für Höllenangst von Johann Nestroy (Ausstattung: Marie-Luise Lichtenthal)
- Nominierung zur Nachwuchskünstlerin des Jahres 2014 in der Kritikerumfrage der Zeitschrift Theater heute für das Kostümbild Klaus im Schrank am Staatsschauspiel Dresden
- 2018 nachtkritik–Theatertreffen 2018 für Anatol am Landestheater Linz (Bühne und Kostüme: Marie-Luise Lichtenthal)[3]
- 2019 Nominierung Nestroypreis Beste Bundesländer-Aufführung für Kasimir und Karoline von Ödön von Horváth, Landestheater Linz (Kostüme: Marie-Luise Lichtenthal)